# Andreas Beyer
Andreas Sebastian Beyer (ur. 29 września 1957 w Königstein im Taunus) – niemiecki historyk sztuki, profesor i wykładowca, dyrektor Niemieckiego Forum na rzecz Historii Sztuki (Deutsches Forum für Kunstgeschichte) w Paryżu.

## Życiorys
Andreas Beyer studiował historię sztuki, archeologię klasyczną, filologię włoską i naukę o teatrze na uniwersytetach w Monachium, Florencji i Frankfurcie nad Menem.
W 1985 uzyskał stopień doktora na Uniwersytecie Johanna Wolfganga Goethego we Frankfurcie nad Menem. Od 1986 do 1988 stypendysta Max-Planck-Gesellschaft na Bibliotheca Hertziana w Rzymie, asystent naukowy w Instytucie Historii Sztuki na Reńskim Uniwersytecie Fryderyka Wilhelma w Bonn. W 1994 uzyskał habilitację. Od 1994 do 1997 jako profesor wykładał historię sztuki najnowszej na Uniwersytecie Friedricha Schillera w Jenie. Od 1997 do 2003 kierownik Katedry Historii Sztuki na RWTH Aachen.
Od 1995 do 2000 przewodniczący stowarzyszenia Rudolf Borchardt-Gesellschaft.
Od 1999 współwydawca pisma fachowego Zeitschrift für Kunstgeschichte. Regularnie publikuje felietony na łamach Frankfurter Allgemeine Zeitung oraz Süddeutsche Zeitung. Jego badania koncentrują się na współczesnej i niemieckiej sztuce i architekturze klasycznej, politycznej ikonografii, metodologii i historii nauki.
Od 2003 wykładowca historii sztuki nowożytnej na Uniwersytecie w Bazylei. Od 1 lutego 2009 dyrektor Niemieckiego Forum na rzecz Historii Sztuki (Deutsches Forum für Kunstgeschichte) w Paryżu i z tego tegoż powodu urlopowany na uczelni na okres 5 lat.

## Publikacje

### Monografie
- Der Zug der Könige: Studien zum Ausstattungsprogramm der Kapelle des Palazzo Medici in Florenz. dysertacja, Universität Frankfurt am Main, 1985.
- Andrea Palladio. Teatro Olimpico. Triumpharchitektur für eine humanistische Gesellschaft. Fischer-Taschenbuch-Verlag, Frankfurt am Main 1987, ISBN 3-596-23937-0. Veränderte und ergänzte Neuausgabe: Wagenbach, Berlin 2009, ISBN 978-3-8031-2625-2.
- Zehn Klassiker der Kunstgeschichte: Eine Einführung. DuMont, Köln 1996.
- Parthenope: Neapel und der Süden der Renaissance. (= Kunstwissenschaftliche Studien. Bd. 84). Deutscher Kunstverlag, München/Berlin 2000, ISBN 3-422-06291-2 (= rozprawa habilitacyjna, Universität Bonn, 1998).
- Das Porträt in der Malerei. Hirmer, München 2002, ISBN 3-7774-9490-9.
- Die Kunst des Klassizismus und der Romantik. C. H. Beck, München 2011, ISBN 978-3-406-60762-2.

### Inne wydawnictwa (wybór)
- Arcimboldo: Figurinen. Kostüme und Entwürfe für höfische Feste. Insel Verlag, Frankfurt am Main 1983.
- Florenz – Lesarten einer Stadt. Eine literarische Anthologie. Frankfurt a. M., 1983.
- z Ulrichem Schütte: Andrea Palladio – Die vier Bücher zur Architektur. München/Zürich 1983.
- z Wolframem Prinz: Die Kunst und das Studium der Natur vom 14. zum 16. Jahrhundert. Weinheim 1987.
- z Norbertem Millerem: Johann Wolfgang Goethe – Die italienische Reise. Münchner Goethe-Ausgabe, Band 15, München/Wien 1992.
- Die Lesbarkeit der Kunst zur Geistes-Gegenwart der Ikonologie. Berlin 1992.
- z Bruce Boucher: Piero de’Medici, Il Gottoso – Kunst im Dienste der Mediceer. (Symposium Bad Homburg 1991) Berlin 1993.
- z Vittorio Magnago Lampugnani u.a.: Hülle und Fülle – Festschrift für Tilmann Buddensieg. Alfter 1993.
- z Gabriele Radecke: August von Goethe: Auf einer Reise nach Süden. Tagebuch 1830. München/Wien 1999.
- Das Römische Haus in Weimar. Schriftenreihe des Goethe Nationalmuseums Weimar. Stiftung Weimarer Klassik, München/Wien 2001.
- z Markusem Lohoffem: Bild und Erkenntnis. Formen und Funktionen des Bildes in Wissenschaft und Technik. München/Berlin 2005.
- z Günterem Oesterle m.in.: Der Souvenir. Erinnerung in Dingen von der Reliquie zum Andenken. Ausstellungskatalog. Museum für Angewandte Kunst, Frankfurt am Main 2006, Köln 2006.
- Klassik und Romantik. Geschichte der bildenden Kunst in Deutschland. Bd. 6, München 2006.
- z Ernstem Osterkampem: Goethe Handbuch. Supplemente 3, Kunst. J. B. Metzler Verlag, Stuttgart/Weimar 2011, ISBN 978-3-476-02163-2.
- z Matteo Burionim i Johannesem Grave: Das Auge der Architektur. Zur Frage der Bildlichkeit in der Baukunst. Wilhelm Fink, München 2011, ISBN 978-3-7705-5081-4.